# Hans Riehemann
Hans Riehemann (* 20. März 1888 in Burgsteinfurt; † 27. Januar 1979 in Münster) war ein deutscher Kommunalpolitiker und ehrenamtlicher Landrat (Zentrum, später CDU).

## Leben und Beruf
Nach dem Schulbesuch und Abschluss der Ausbildung war Riehemann als Bürovorsteher tätig. Er war verheiratet und hatte vier Kinder.
Von 1932 bis 1933 gehörte er dem Kreistag des damaligen Landkreises Steinfurt an. Außerdem war er von 1945 bis 1952 im Stadtrat der Stadt Burgsteinfurt vertreten. Vom 28. Juni 1946 bis zum 29. Oktober 1948 und vom 25. März 1953 bis zum 22. März 1963 war Riehemann Landrat des Landkreises. Er war in zahlreichen Gremien des Landkreistages Nordrhein-Westfalen vertreten. Außerdem war er von 1957 bis 1964 Mitglied der Landschaftsversammlung des Landschaftsverbandes Westfalen-Lippe.

## Sonstiges
Am 30. Dezember 1955 wurde ihm das Bundesverdienstkreuz am Bande und am 23. April 1962 das Bundesverdienstkreuz I. Klasse verliehen.